# Бхили
Бхилите са племенен народ, населяващ Централна Индия, те са коренно население в полуостров Индостан. Говорят на езика бхили, който е част от индоарийските езици.